# FIRST (raceteam)
FIRST is een autoraceteam dat zich in 1989 had ingeschreven voor het wereldkampioenschap Formule 1 maar trok zich terug door probemen met het chassis.
Eind jaren tachtig was FIRST een succesvol team in de Formule 3000, onder andere Pierluigi Martini en Marco Apicella hadden voor het team gereden. Voor het seizoen 1989 wilde FIRST de Formule 1 in, een auto werd ontworpen door Richard Divila en men wist de hand te leggen op Judd-motoren. Divila ontwierp een auto die was aangepast op Martini en Apicella en leek op de auto die het team in de Formule 3000 gebruikte. Voordat het ontwerp afwas vertrok Divila echter naar Ligier en een Milanees bureau maakte de auto af. Gabriele Tarquini zou de auto besturen. 
Eind 1988 zou de auto voor het eerst in actie komen bij showraces in Bologna.  
Het chassis zelf was echter slecht vervaardigd door een temperatuurfout in de autoclaaf, met als gevolg dat een tweede chassis gemaakt moest worden. Nadat Divila en zijn ingenieurs zich hadden gerealiseerd dat de vertraging het team een boete zou kosten voor het missen van de eerste twee races van het seizoen, probeerden zij het chassis te versterken met injecties van een materiaal genaamd Redus 410 NA. Hoewel de auto de verplichte FIA crashtest voor het seizoen in Cranfield doorstond, was hij nu aanzienlijk te zwaar. Divila zelf beweerde dat de auto in zijn huidige vorm voor niets anders goed was dan "een interessante bloempot". Geconfronteerd met het vooruitzicht om met een niet-competitieve auto te racen in een overvol veld (het wereldkampioenschap Formule 1 van 1989 telde meer dan veertig deelnemers met pre-kwalificatiesessies), besloot Leoni zich nog voor de seizoensopener in Brazilië terug te trekken en zijn inspanningen te concentreren op het Formule 3000-seizoen.
Het Formule 1-avontuur werd afgeblazen en Tarquini vertrok naar het team van AGS. Een jaar later gebruikte Life Racing Engines het tweede FIRST-chassis bij hun Formule 1-deelname.